# Liste des cardinaux créés au XVIIIe siècle
Cardinaux créés au XVIIIe siècle :
Au total : 342 cardinaux créés au XVIIIe siècle.
- Cardinaux créés par Clément XI (1700-1721) : 70 dans 15 consistoires dont les futurs papes Clément XII et Innocent XIII
- Cardinaux créés par Innocent XIII (1721-1724) : 3 dans 2 consistoires
- Cardinaux créés par Benoît XIII (1724-1730) : 29 dans 12 consistoires dont le futur pape Benoit XIV
- Cardinaux créés par Clément XII (1730-1740) : 35 dans 15 consistoires dont le futur pape Clément XIII
- Cardinaux créés par Benoît XIV (1740-1758) : 64 dans 7 consistoires
- Cardinaux créés par Clément XIII (1758-1769) : 52 dans 7 consistoires dont le futur pape Clément XIV
- Cardinaux créés par Clément XIV (1769-1774) : 16 dans 11 consistoires dont le futur pape Pie VI
- Cardinaux créés par Pie VI (1775-1799) : 73 dans 23 consistoires dont le futur pape Pie VII